# Novîi Tahamlîk, Mașivka
Novîi Tahamlîk (în ucraineană Новий Тагамлик) este localitatea de reședință a comunei Novîi Tahamlîk din raionul Mașivka, regiunea Poltava, Ucraina.

## Demografie
Componența lingvistică a localității Novîi Tahamlîk
     Ucraineană (92,74%)
     Rusă (4,99%)
     Alte limbi (0,68%)
Conform recensământului din 2001, majoritatea populației localității Novîi Tahamlîk era vorbitoare de ucraineană (92,74%), existând în minoritate și vorbitori de rusă (4,99%) și armeană (1,36%).